# 豪华折额蟹
豪华折额蟹（学名：Micippa thalia）为蜘蛛蟹科折额蟹属的动物。分布于日本、从东亚到印度、红海及东非以及中国大陆的广东等地，生活环境为海水，主要生活于水深20-100米的泥质以及泥沙质或具碎贝壳的海底。